# Essellen (Adelsgeschlecht)

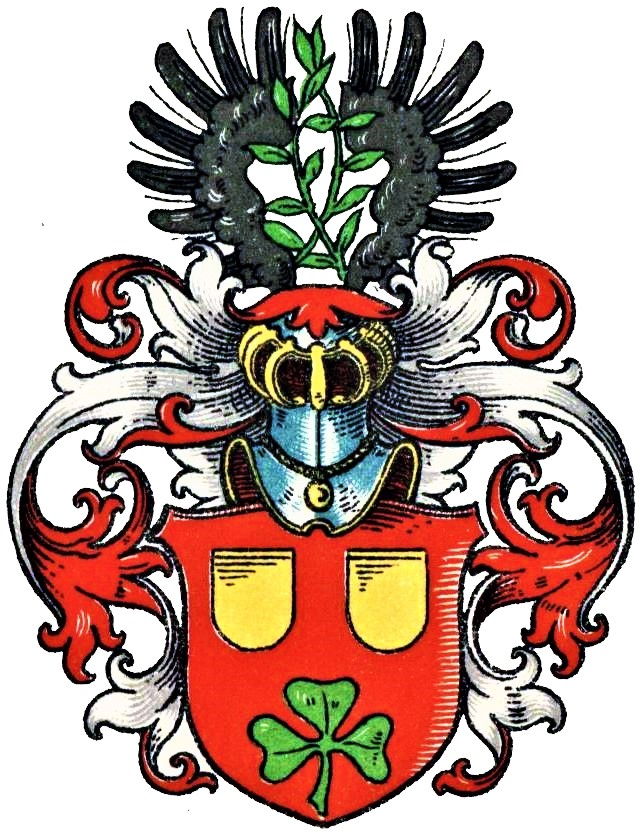
Wappen derer von Essellen im Wappenbuch des Westfälischen Adels

Essellen (auch: Esselen o. ä.) ist der Name eines westfälischen Adelsgeschlechts.

## Geschichte
Friedrich Heinrich Dietrich Essellen (1736–1805), königlich-preußischer Justizrat und Herr auf Haus Crengeldanz und Haus Krawinkel, erhielt am 12. März 1787 die Anerkennung und Renovation seines Adels. Friedrich Heinrich Dietrich Essellen war mit Dorothea von Mallinckrodt (1747–1815) verheiratet. Die Eheleute hatten acht Kinder, von denen das dritte Kind, Friedrich von Essellen (1774–1851), ab 1817 preußischer Landrat war. Er selbst sowie mehrere seiner Nachkommen standen in königlich-preußischen Staats- und Militärdiensten.

## Wappen
Blasonierung: In Rot oben zwei goldene Schildchen, unten ein grünes Kleeblatt. Auf dem Helm ein offener schwarzer Flug, dazwischen zwei durcheinander geschlungene Zweige. Die Helmdecken sind rot-silbern.
Bei Johann Siebmacher wird der Schild abweichend gold-bordiert blasoniert und abgebildet.